# Хойно-Весь
Хойно-Весь (пол. Chojno-Wieś) — село в Польщі, у гміні Вронки Шамотульського повіту Великопольського воєводства.
Населення — 773 особи (2011).
У 1975-1998 роках село належало до Пільського воєводства.

## Демографія
Демографічна структура станом на 31 березня 2011 року:
|          | Загалом | Допрацездатний вік | Працездатний вік | Постпрацездатний вік |
| -------- | ------- | ------------------ | ---------------- | -------------------- |
| Чоловіки | 417     | 81                 | 297              | 39                   |
| Жінки    | 356     | 80                 | 213              | 63                   |
| Разом    | 773     | 161                | 510              | 102                  |